# Eunidia albolineatipennis
Eunidia albolineatipennis là một loài bọ cánh cứng trong họ Cerambycidae.